# 银质勇气勋章
银质勇气勋章是为勇敢行为而颁发的意大利勋章。
1793年5月21日，维克托·阿玛迪斯三世首次设立意大利金质勇气勋章，其下为银质勇气勋章。这些是用来奖励在战斗中表现卓越的初级官员和普通士兵。
拿破仑一世统治期间，这些勋章退出了历史舞台。1815年4月1日，撒丁岛维克托·伊曼纽尔一世又重新恢复使用，但仅几个月后，于1815年8月4日，又彻底废除了他们，并以军阶等级勋章（l'Ordine militare di Savoia）取而代之，现在被称为“意大利军阶等级”。
1833年，撒丁岛的查尔斯·阿尔贝特，认为军阶等级勋章只授予高军阶的人而太单一，并再次启用勇气勋章（金质和银质 ），奖励在战争和和平年代中表现出高尚行为的士兵。
根据1915年5月24日颁发的第753号皇家法令，个人接受勇气勋章（金的和银的）的次数限定在3次，这之后就是职位升迁了。这项限定在1922年6月15号的第975号皇家法令中被彻底废除。
一战期间，勋章颁发给面对敌人时显示出非凡勇气的连、平民以上的个人和团体。
一战时，对个人英雄主义行为授予的勋章约38,614次（金质勋章为368次，银质勋章为60,244次）。
意大利勇气勋章与英国十字勋章具有同等效力和威望，一战期间，十字勋章颁发次数约为40,253次。
意大利境内仍在颁发1932年11月4日皇家法令设立的银质勇气勋章，以及金质和铜质勇气勋章，还有“Croce di Guerra al Valor Militare”（勇气十字勋章——仅在战争期间颁发），这些勋章被定义为“为英勇军事行为的先锋致予杰出而公开的荣誉，即使在和平时期，为构建武装力量提供紧密相连的勋章，无论他的环境或才能”。

## 著名的受奖者
伊塔洛·巴尔博
威廉·乔治·巴克
卡罗·埃马努埃莱
费德里克·卡菲罗
马克·克拉克
卢多维科·迪·菲利普
阿尔弗雷德·高氏
乔阿希姆·黑尔比吉
欧内斯特·米勒·海明威
威廉·福尔摩斯
汉斯·高乌
阿尔夫雷多·马道
汉斯-约阿希·马西里
瓦尔特·内林
汉斯-乌尔里希·鲁德尔
希波吕忒·费迪南德
埃马努埃莱·卢斯柏利
纳扎利奥·索罗
阿喀琉斯·斯塔雷斯
乔纳斯·史特莱西
阿提里奥·特鲁兹
埃德蒙·蒂埃弗里
赛尔维兄弟
汉斯·冯·路克

## 同见
- 金质勇气勋章

- 铜质勇气勋章